# كويكب نوع-D
كويكب من النوع دي أو (D-type) هو كويكب ذو بياض منخفض جداً وطيف كهرومغناطيسي ساكن , ويعتقد أن تركيبته مكونة من سيليكا عضوية غنية , كربون , وسيليكات لا مائية , واحتمالية وجود جليد في باطنه .
النوع دي يتواجد في الجزء الخارجي من حزام الكويكبات وما خلفه , ومثال لهذا النوع هو الكويكب أتالا 152 . وتحتل هذه الكويكبات مجموعة كويكبات طروداة القريبة من المشتري , ويعتقد أن نيزك بحيرة تاجيش كان جزء من كويكب من النوع دي , وكذلك قمر المريخ فوبوس له علاقة بالنوع دي. 
مجموعة نايس مودل (Nice modle) تعتقد أن النوع النوع دي قد نشأ بالأساس في حزام كايبر. 

## هيئة الكويكب
داكن للغاية وغير عاكس , لونه محمر غالباً بسبب وجود المعادن العضوية على سطحه , تواجده قليل في حزام الكويكبات وإن تواجد فهو في الجزء الخارجي من الحزام, بياضه يبلغ 0.02 حتى 0.05 ويبدو أنه تشكل من المواد الأكثر قدماً في المجموعة الشمسية. 